# Walter Caveanha
Walter Caveanha (Mogi Guaçu, 6 de maio de 1949) é um engenheiro e político brasileiro filiado ao Partido Trabalhista Brasileiro (PTB). É ex prefeito de Mogi Guaçu e pai de três filhos: Vinícius, Thomaz e Maria Laura.
Atuou durante a sua carreira política como deputado estadual, secretário estadual e prefeito da cidade de Mogi Guaçu.
Foi eleito prefeito, reelegendo-se pela primeira vez ao longo de seus cinco mandatos, em 2016, pelo PTB, vencendo no primeiro turno contra três candidatos de oposição.
Em sua história política estão inscritas outras importantes experiências. Foi deputado estadual. Na esfera do Executivo do Estado, foi secretário-adjunto da Secretaria de Esportes, Lazer e Juventude e Secretário do Trabalho.
Ocupou funções na Artesp (Agência Reguladora de Serviços Públicos Delegados de Transporte do Estado de São Paulo).
Por três vezes, presidiu o CBH-Mogi (Comitê da Bacia Hidrográfica do Rio Mogi Guaçu), do qual é um dos fundadores.
Presidiu também a Cooperativa Habitacional Bandeirantes, com sede em Campinas, e a Alesp (Associação dos Municípios do Leste Paulista).
Foi Diretor Administrativo e Assessor de Planejamento e Gestão da CPFL (Companhia Paulista de Força e Luz) antes da privatização da empresa.
Walter Caveanha é casado com Maria Amélia Franco de Oliveira Caveanha. É pai de Vinícius, Thomaz e Maria Laura e avô de Maria Eduarda, Beatriz, Manuela e Dante.
1. ↑  «Walter Caveanha». O Pólo. Consultado em 30 de março de 2019